# تيري سيمبسون
تيري سيمبسون (بالإنجليزية: Terry Simpson)‏ (8 أكتوبر 1938 بساوثهامبتون في المملكة المتحدة - ) هو لاعب كرة قدم بريطاني في مركز نصف الجناح. لعب مع نادي بيتربورو يونايتد ونادي ساوثهامبتون ونادي غيلينغهام ونادي والسول ووست بروميتش ألبيون وEastleigh F.C. ‏.

## وصلات خارجية
- تيري سيمبسون على موقع قاعدة بيانات كرة القدم.إي يو (الإنجليزية)